# 34696 Risoldi
34696 Risoldi è un asteroide della fascia principale. Scoperto nel 2001, presenta un'orbita caratterizzata da un semiasse maggiore pari a 2,5367752 UA e da un'eccentricità di 0,1311205, inclinata di 13,37614° rispetto all'eclittica.
È denominato così in onore di Vairo Risoldi, astronomo amatoriale italiano e membro del Gruppo Italiano Astrometristi.